# 五番町夕霧楼

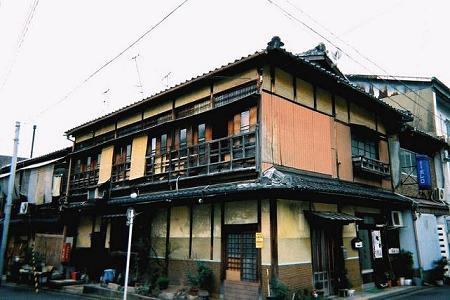
旧五番町遊廓 （京都市上京区、2000年撮影）

『五番町夕霧楼』（ごばんちょうゆうぎりろう）は、水上勉の小説。1962年に文藝春秋新社で刊行。

## 紹介
1958年の売春防止法施行まで存在していた京都市西部の五番町遊廓を舞台に、家族を養うために丹後からきた少女とその幼馴染である学生僧との悲恋を描いている。
1956年に出た三島由紀夫の『金閣寺』へのアンサーとして書かれ、水上の代表作であり、1950年に起きた金閣寺放火事件と水上の実体験が題材になっている。この事件に関して各方面への取材を重ね、改めて1979年にノンフィクション『金閣炎上』（新潮社）を出版した。

## あらすじ
戦後間もない昭和25年ごろ、丹後の寒村・樽泊の木樵の娘・夕子は、貧しい父、肺病の母と3人の妹のために京西陣の華街・五番町夕霧楼に自ら売られて遊女となる。西陣の織元の好色な老人・甚造の贔屓を得て、1年後には夕子は五番町で一、二を争う売れっ妓になっていた。だが夕子には同郷の幼友達であり、恋人である青年僧の正順がいた。夕子を妾にしようとしていた甚造は、正順が住み込んで修業している鳳閣寺の住職に彼の廓通いを密告する。夕子はその頃から体の不調を訴え、肺病を患い入院してしまう。一方、信徒の浄財で豪遊する寺の高僧たちの姿を見て、正順は修行に幻滅していた。ある日、住職と衝突した正順は幻滅と怒りから寺に放火し、逮捕されたのち留置場で自殺する。新聞で事件を知った夕子は病院を抜け出して故郷の与謝へひとり戻り、正順を追って自ら生命を絶った。

## 映画

### 1963年版
東映製作、配給。佐久間良子主演、田坂具隆監督。キネマ旬報ベストテン第3位。

### 1980年版
1980年製作。松竹配給。

#### キャスト
片桐夕子
演 - 松坂慶子
冒頭で夕霧楼の遊女となる。夕霧楼に来た時にかつ枝から「(夕子は)19歳でこの中で一番若い」と他の遊女たちに紹介されている。若い頃から親しい正順に好意を寄せている。作中では遊女になる前から周りから美貌を褒められ、実際に接客された甚造からは「絹のような肌」と絶賛される。遊女になる前に正順からもらったビーズ製のブレスレットを右手首にしている。
櫟田正順（くぬぎだせいじゅん）
演 - 奥田瑛二
夕子の幼なじみの大学1年生。寺の息子で将来僧侶になることを目指し、鳳閣寺に住み込み大学に通いながら修行している。作中では、子供の頃にある日突然吃音症になりそれ以来話し方が変わったという描写がある。特技は尺八。夕子とは相思相愛で、彼女が夕霧楼の遊女になったと知り寺の者に隠れて遊郭にいる彼女に会いに行く。
夕子と関わる主な人たち
夕霧楼女将・かつ枝
演 - 浜木綿子
五番町では名の知られた遊郭の経営者。夫を亡くしたばかりの未亡人。自身の店では『お母はん』と呼ばれる。自身の店について「世間から後ろ指さされる商売」と自認している。拝金主義者やいわゆる“やり手婆”という感じではなく、品のある人柄で面倒見が良く遊女たちの第2の母親のような存在。
竹末甚造
演 - 長門裕之
夕霧楼の得意客。西陣の帯問屋の大旦那。夕霧楼では周りから『たーさん』と呼ばれる。かつ枝から「西陣でも指折りの遊び人」と評されている。数年前に妻を亡くしそれ以来独身。夕子を気に入り初めての客となり、彼女に入れ込む。
写真屋
演 - 横内正
敬子の客。普段はロケ隊を組んで木曽の山などに撮影に行っている。遊女たちから『先生』と呼ばれている。妻子がいたが離婚しており現在は独身。ある時夕霧楼に訪れた時に目当ての敬子が空いておらず、たまたま都合がついた夕子と過ごすことになり心が傾く。

夕霧楼の人たち
久子
演 - 中島葵
夕霧楼の遊女。かつ枝に信頼されているらしく、冒頭で彼女に付き添い彼女の夫の葬儀に2人で参列した。遊女になる前の夕子に初めて会った時にその美貌に「えらい掘り出し物」と評価する。
敬子
演 - 風吹ジュン
夕霧楼の遊女。趣味は短歌で作中に幾つかの短歌を即興で創作している。他の遊女が夕子の人気に嫉妬する中、彼女に好意的な態度を見せる。
照千代
演 - 根岸季衣
夕霧楼の遊女。歯に衣着せぬ物言いをする率直な性格。遊女としてのケジメにこだわっており、遊女が決め事などに反する行動を取ると「ケジメがつかん」とよく腹を立てている。
松代
演 - 清水石あけみ
夕霧楼の遊女。黒い猫を飼っており客を待つ待機部屋では、いつも猫を抱いている。
雛菊（ひなぎく）
演 - 佐々木梨里
夕霧楼の遊女。髪型はおかっぱ。客に人気のある夕子に嫉妬するようになる。
きよ子
演 - 水島美奈子
夕霧楼の遊女。食いしん坊で、待機部屋ではいつも何かを食べている。かつ枝によると両親が共に寝たきりとのことで、遊女の中でも特に金を必要としている。
お新
演 - 中原早苗
夕霧楼の引き手(遊郭に訪れた客の世話をする役目)。営業時間になると店先で、通り掛かる男たちに言葉をかけて勧誘したり、客と相手をする遊女との交渉を取り持つ。

丹後で暮らす人たち
櫟田まさ
演 - 奈良岡朋子
正順の母。かつ枝の夫が晩年近所で1人暮らしていたため、夫妻のことをよく知っている。正順の話し方が変わってしまった原因は、子供の頃に夕子が息子を驚かせたせいだと内心良く思っていない。
櫟田承源
演 - 加藤嘉
正順の父。故人。小さな寺の住職だが、晩年は病気で満足に仕事ができずに療養していた。生前正順の話し方についてまさと意見が分かれた時に、寺にある鼻が欠けた地蔵を例に出して正順の味方をする。
片桐三左衛門
演 - 佐野浅夫
夕子の父。肺病を患う妻と夕子と幼い娘3人と暮らしていたが生活に困り、夕子に遊郭で働いてもらう。
臨源寺玄悠
演 - 織本順吉
臨源寺の住職。夕子の家は、臨源寺の檀家。地元の町で葬儀や法事があるとその家に赴きお経を上げるなどしている。僧侶の修行中の正順の様子を見に鳳閣寺に訪れ、田上から最近の生活ぶりを聞く。

鳳閣寺の僧侶たち
田上慈州
演 - 佐分利信
鳳閣寺の住職。他の僧侶たちから『長老』と呼ばれている。正順たち僧侶と寺で一緒に生活している。金銭感覚に厳しく、僧侶たちから陰でケチ呼ばわりされている。正順の生活が乱れた時に言葉で諭す。
鳳閣寺・大原
演 - 山谷初男
正順より年上の僧侶。普段の修行以外に、参拝客の拝観料を勘定するなどしている。趣味は麻雀で、写真屋と乃理子とアメリカ人の4人で卓を囲むことがある。
鳳閣寺・承道
演 - 林ゆたか
正順の先輩僧侶。僧侶にしては長老の陰口を叩いたり隠れてタバコを吸ったりとどちらかと言うと素行は良くない。作中では、正順の話し方について「どもらずにちゃんと言え」などと注意することがある。
鳳閣寺・倫道
演 - 佐久田修
正順より年下らしき僧侶。僧侶になるために寺の雑務をこなしている。真面目な性格で正順を慕っている。

その他
五条乃理子
演 - 宇佐美恵子
GHQのアメリカ人の妾。夏頃に寺好きのアメリカ人に連れられて鳳閣寺の一室を数日間借りて滞在する。写真屋の知人で寺に訪ねて来た彼と親しく会話する。
夕霧楼の客A
演 - 井上昭文
きよ子の客。きよ子と2人きりになり、自身がトイレから戻った後に財布が無いことに気づき、「きよ子が盗んだのでは」と疑う。
夕霧楼の客B
演 - 田中邦衛
夕子の客。ワンシーンのみの出演。夕子目当てで来店したが、彼女が他の客を接客中と聞いてがっかりする。

#### スタッフ
- 監督：山根成之[1]
- 製作：樋口清
- 原作：水上勉『五番町夕霧楼』（文藝春秋新社刊）、『金閣炎上』（新潮社刊）。本作は、この2作品を合わせて映画化したもの[3]。
- 脚本：中島丈博
- 撮影：坂本典隆
- 音楽：岸田智史、田辺信一[4]
- 美術：横山豊
- 編集：石井巌
- 録音：平松時夫、小尾幸魚
- 照明：八亀実
- 助監督：長尾啓司
- スチル：長谷川宗平

#### 主題歌・挿入歌
主題歌
唄・岸田智史「五番町夕霧楼」
挿入歌
「与謝の糸取り唄」(作詞：水上勉、作曲：池辺晋一郎)
「雨は降れども、雪ども降るな」の歌詞の歌。作中で、夕子と正順が歌唱する。

## TVドラマ

### 1968年版
東海テレビ制作のフジテレビ系列にて、1968年1月29日 - 4月26日に放送。全65回。

#### キャスト
- 茅島成美
- 木暮実千代
- 富川撤夫

#### スタッフ
- 脚本：椎名龍治
- 演出：平松敏男

| 東海テレビ制作 昼ドラマ               | 東海テレビ制作 昼ドラマ                | 東海テレビ制作 昼ドラマ                |
| 前番組                                | 番組名                                 | 次番組                                 |
| ------------------------------------- | -------------------------------------- | -------------------------------------- |
| 白い十字架 （1967.10.30 - 1968.1.26） | 五番町夕霧楼 （1968.1.29 - 1968.4.26） | 誰がための愛 （1968.4.29 - 1968.6.28） |

### 1974年版
TBS系列「花王 愛の劇場」枠にて、1974年3月4日 - 5月3日に放送。全45回。

#### キャスト
- 夕子 - 三浦真弓
- 正順 - 古谷一行
- 長門裕之
- 鳳八千代
- 桜田千枝子
- 生田くみ子
- 山田はるみ

#### スタッフ
- 脚本：高橋玄洋
- 監督：長野卓、野長瀬三摩地
- 音楽：土田啓四郎
- プロデューサー：菅英久（東宝）、山本典助(TBS)
- 製作：東宝・TBS

| TBS 花王 愛の劇場              | TBS 花王 愛の劇場                    | TBS 花王 愛の劇場                    |
| 前番組                         | 番組名                               | 次番組                               |
| ------------------------------ | ------------------------------------ | ------------------------------------ |
| 放浪記 （1974.1.7 - 1974.3.1） | 五番町夕霧楼 （1974.3.4 - 1974.5.3） | 妻は告白する （1974.5.6 - 1974.7.5） |